# Деје
Деје (фр. Deuillet) насеље је и општина у североисточној Француској у региону Пикардија, у департману Ен (Пикардија) која припада префектури Лаон.
По подацима из 2011. године у општини је живело 239 становника, а густина насељености је износила 63,56 становника/km². Општина се простире на површини од 3,76 km². Налази се на средњој надморској висини од 60 метара (максималној 97 m, а минималној 46 m).

## Демографија
| 1962. | 1968. | 1975. | 1982. | 1990. | 1999. | 2011. |
| ----- | ----- | ----- | ----- | ----- | ----- | ----- |
| 105   | 100   | 108   | 149   | 159   | 165   | 239   |

График промене броја становника у току последњих година